# Yvoy-le-Marron
Yvoy-le-Marron ist eine französische Gemeinde mit 757 Einwohnern (Stand: 1. Januar 2022) im Département Loir-et-Cher in der Region Centre-Val de Loire; sie gehört zum Arrondissement Romorantin-Lanthenay und ist Teil des Kantons La Sologne. 

## Geographie
Yvoy-le-Marron liegt etwa 29 Kilometer südsüdwestlich von Orléans in der Landschaft Sologne. Hier entspringt das Flüsschen Arignan, zahlreiche Seen liegen in der Gemeinde. Umgeben wird Yvoy-le-Marron von den Nachbargemeinden Ligny-le-Ribault im Norden und Nordwesten, La Ferté-Saint-Aubin im Nordosten, Chaumont-sur-Tharonne im Osten, La Ferté-Beauharnais im Süden, La Marolle-en-Sologne im Südwesten sowie Villeny im Westen.

## Bevölkerungsentwicklung
| 1962                       | 1968 | 1975 | 1982 | 1990 | 1999 | 2006 | 2017 |
| -------------------------- | ---- | ---- | ---- | ---- | ---- | ---- | ---- |
| 519                        | 540  | 544  | 483  | 494  | 538  | 595  | 728  |
| Quellen: Cassini und INSEE |      |      |      |      |      |      |      |

## Sehenswürdigkeiten

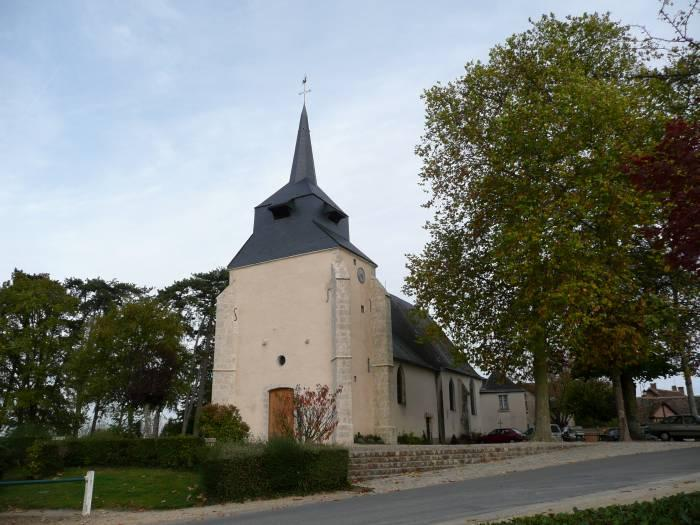
Kirche Saint-Caprais

- Kirche Saint-Caprais
- Brunnen Saint-Caprais
- Schloss Le Mont Suzey
- Schloss Villedard

## Persönlichkeiten
- Jean Prouvost (1885–1978), Textilunternehmer und Politiker, Informationsminister und Oberkommissar für Propaganda (1940)